# هینویا
هینویا چهارمین جزیره بزرگ نروژ و بزرگ‌ترین جزیره خارج از مجمع الجزایر سوالبارد است، که با مساحت ۲٬۲۰۴٫۷ کیلومتر مربع (۸۵۱٫۲ مایل مربع) درست در سواحل غربی شمال نروژ قرار دارد. این جزیره در مرز شهرستان‌های نوردلاند و ترومس اوگ فینمارک قرار دارد. قسمت غربی جزیره در ناحیه سس، قسمت جنوب غربی در ناحیه لوفوتن، قسمت جنوب شرقی در منطقه اوفوتن و قسمت شمال شرقی در ترومس قرار دارد. تا تاریخ ۲۰۱۷ هینویا ۳۲۶۸۸ نفر جمعیت داشت. تنها شهر این جزیره، شهر هاشتاد است. برخی از روستاهای بزرگتر این شهرک شامل برکنز، لودینگن، سیگرفورد و سورویک است.

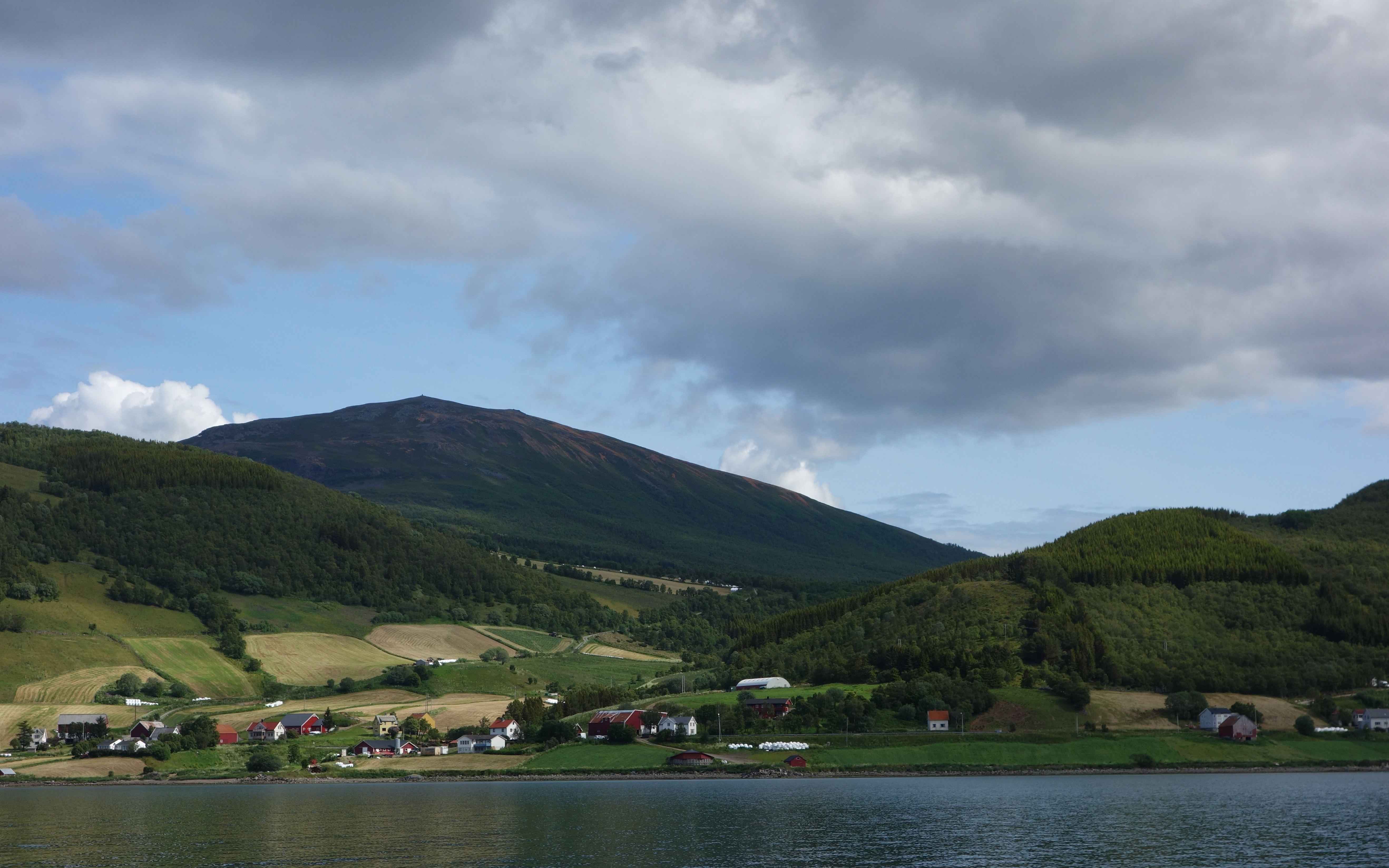
دیل، کوفیورد، هینویا شمالی

## وضعیت اقلیمی

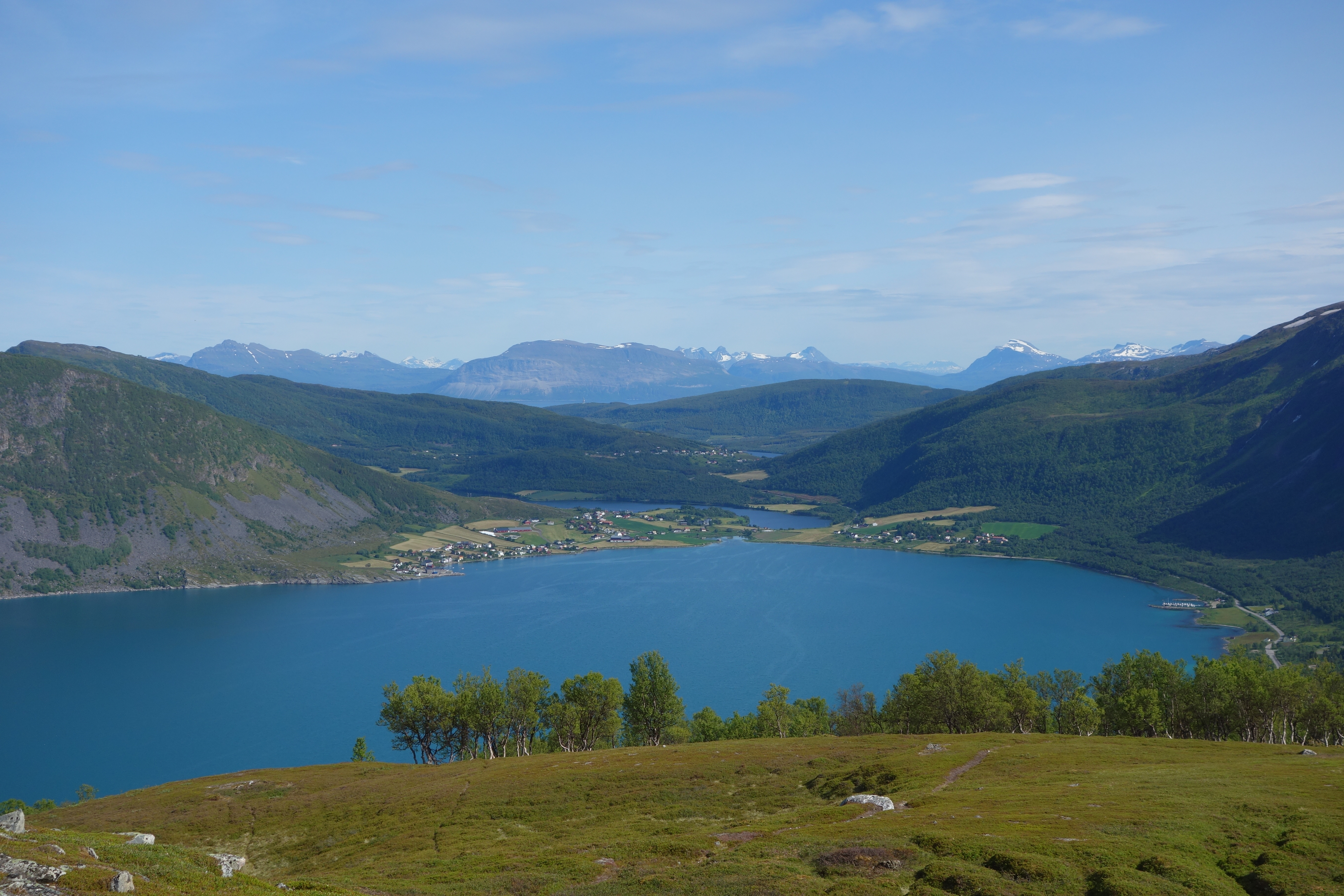
نمای به سمت کسفیورد، هاشتاد

آب و هوای سواحل جنوبی جزیره، در زمستان گرم‌تر و مرطوب‌تر از سواحل شمالی است. بالاترین رکورد در هاشتاد ۳۱٫۷ درجه سلسیوس (۸۹ درجه فارنهایت) از ژوئیه ۲۰۱۴، و پایین‌ترین رکورد آن −۱۶٫۱ درجه سلسیوس (۳ درجه فارنهایت) در فوریه ۲۰۱۰ ثبت شد.

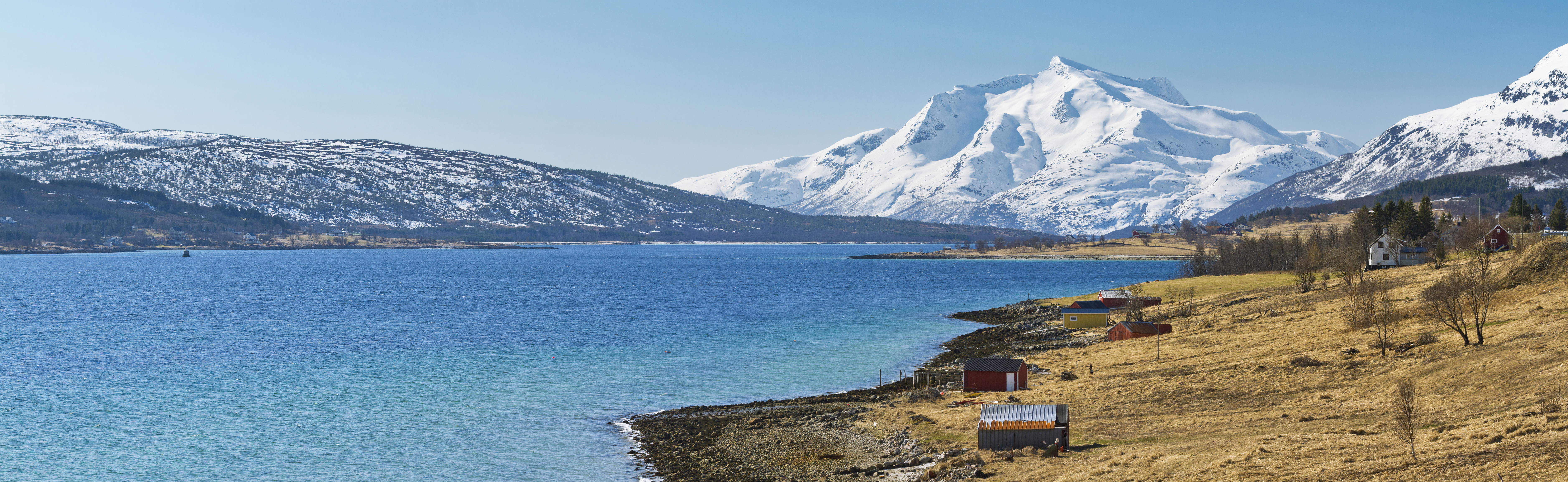
شرق هینویا در ماه آوریل رو به تیلدساندت. بلندترین کوه استراندتیندن (۱۰۷۶ متر) در جنوب شرقی هینویا است.

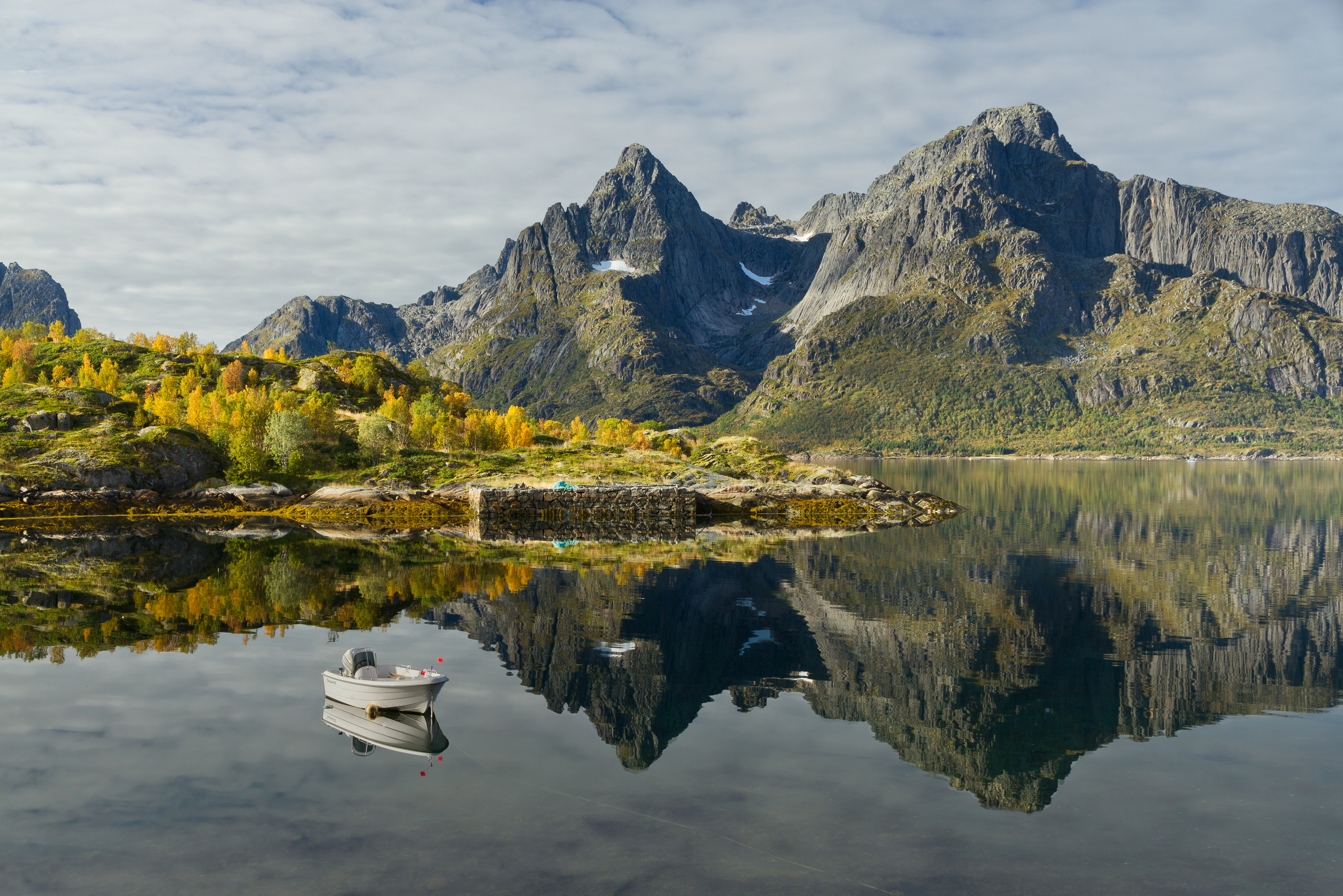
هینویا، چهارمین جزیره بزرگ نروژ و بزرگ‌ترین جزیرهٔ خارج از مجمع‌الجزایر سوالبارد است.

| داده‌های اقلیم Harstad 1991-2020          | داده‌های اقلیم Harstad 1991-2020 | داده‌های اقلیم Harstad 1991-2020 | داده‌های اقلیم Harstad 1991-2020 | داده‌های اقلیم Harstad 1991-2020 | داده‌های اقلیم Harstad 1991-2020 | داده‌های اقلیم Harstad 1991-2020 | داده‌های اقلیم Harstad 1991-2020 | داده‌های اقلیم Harstad 1991-2020 | داده‌های اقلیم Harstad 1991-2020 | داده‌های اقلیم Harstad 1991-2020 | داده‌های اقلیم Harstad 1991-2020 | داده‌های اقلیم Harstad 1991-2020 | داده‌های اقلیم Harstad 1991-2020 |
| ماه                                      | ژانویه                          | فوریه                           | مارس                            | آوریل                           | مه                              | ژوئن                            | ژوئیه                           | اوت                             | سپتامبر                         | اکتبر                           | نوامبر                          | دسامبر                          | سال                             |
| ---------------------------------------- | ------------------------------- | ------------------------------- | ------------------------------- | ------------------------------- | ------------------------------- | ------------------------------- | ------------------------------- | ------------------------------- | ------------------------------- | ------------------------------- | ------------------------------- | ------------------------------- | ------------------------------- |
| میانگین روزانه °C (°F)                   | −۲ (۲۸)                         | −۲٫۲ (۲۸)                       | −۰٫۸ (۳۱)                       | ۲٫۴ (۳۶)                        | ۶٫۶ (۴۴)                        | ۱۰٫۱ (۵۰)                       | ۱۳٫۳ (۵۶)                       | ۱۲٫۵ (۵۵)                       | ۸٫۸ (۴۸)                        | ۴٫۳ (۴۰)                        | ۱٫۱ (۳۴)                        | −۰٫۸ (۳۱)                       | ۴٫۴۴ (۴۰٫۱)                     |
| بارندگی میلی‌متر (اینچ)                   | ۱۰۶ (۴٫۱۷)                      | ۷۹ (۳٫۱۱)                       | ۱۰۱ (۳٫۹۸)                      | ۵۷ (۲٫۲۴)                       | ۳۸ (۱٫۵)                        | ۴۱ (۱٫۶۱)                       | ۵۴ (۲٫۱۳)                       | ۵۴ (۲٫۱۳)                       | ۷۵ (۲٫۹۵)                       | ۹۰ (۳٫۵۴)                       | ۷۳ (۲٫۸۷)                       | ۸۶ (۳٫۳۹)                       | ۸۵۴ (۳۳٫۶۲)                     |
| منبع: Norwegian Meteorological Institute |                                 |                                 |                                 |                                 |                                 |                                 |                                 |                                 |                                 |                                 |                                 |                                 |                                 |